# Močiar
Močiar é um município da Eslováquia, situado no distrito de Banská Štiavnica, na região de Banská Bystrica. Tem 20,92 km² de área e sua população em 2018 foi estimada em 156 habitantes.

## Demografia
| Ano:        | 1994 | 2004 | 2014    | 2024   |
| ----------- | ---- | ---- | ------- | ------ |
| Broj ljudi: | 196  | 147  | 167     | 165    |
| Razlika:    |      | -25% | +13,60% | -1,19% |

| Ano:               | 2023 | 2024   |
| ------------------ | ---- | ------ |
| Número de pessoas: | 161  | 165    |
| Diferença:         |      | +2,48% |